# Doritos

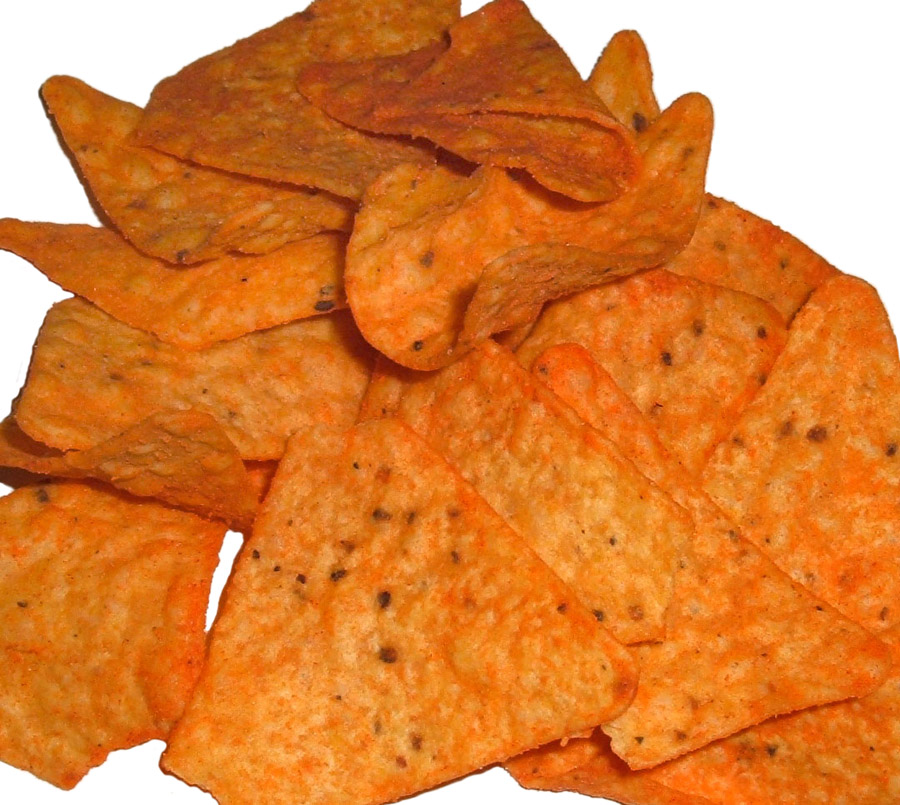
Des Doritos

Doritos  est une marque de chips tortillas assaisonnées créée par Arch West (1914-2011) et produites depuis 1964 par l'entreprise alimentaire américaine Frito-Lay, filiale du groupe PepsiCo. Les Doritos sont des triangles de maïs frits et aromatisés, une recette qui s'inspire des totopo (en) mexicains. Doritos propose plus d'une centaine de saveurs différentes.

## Histoire
Au début des années 1960, Arch West, employé de Frito-Lay, remarque la popularité des chips tortillas vendues par le restaurant Casa de Fritos à Disneyland et convainc son entreprise d'en fabriquer. La commercialisation débute en Californie en 1964, puis la marque Doritos est lancée sur tout le marché nord-américain en 1966.  
En 1967, la direction décide d'introduire le Doritos nacho cheese, l'un des parfums phares de la marque.
Les Doritos sont commercialisés sur le marché français en 1994, sous la marque BN, appartenant également à PepsiCo, puis sur le marché belge en 1996.
De nos jours[Quand ?], il est estimé que les Doritos aient pris au moins 15 % du marché des chips traditionnelles, cependant ces chiffres sont peut-être inexacts car biaisés par les industriels. Leur succès peut s’expliquer par leur grande variété de goûts qui peuvent être associés aux sauces Doritos mais également à leur apparition dans la série de films américaine American Pie (fin des années 90). Plus récemment[Quand ?], des mèmes MLG[Quoi ?] contenant des Doritos ont eu du succès sur la plateforme YouTube, ce qui a pu agrandir le succès de la marque.

## Saveurs populaires
- Fromage nacho
- Nacho épicé
- BBQ Flambant rouge
- Fromage mordant
- Cool ranch
- Jalapeño et cheddar
- piment infernal
- Ketchup
- Taco
- Crème sûre et oignon
- Nacho enflammé
- Cheddar blanc